# Đồng Tiến, Thanh Hóa
Đồng Tiến là một xã thuộc huyện Triệu Sơn, tỉnh Thanh Hóa, Việt Nam.
Xã Đồng Tiến có diện tích 7,44 km², dân số năm 1999 là 7297 người, mật độ dân số đạt 981 người/km².